# Bokser
Bokser és una pel·lícula polonesa de 2024 dirigida per Mitja Okorn. S'ha subtitulat al català.

## Sinopsi
Una jove promesa de la boxa fuig de la Polònia comunista de la mà de la seva dona per complir el seu somni de convertir-se en el millor boxejador de la història, però té dificultats com a immigrant. Accepta participar en un combat arreglat que altera la trajectòria de la seva vida.

## Distribució
La pel·lícula es va distribuir a la plataforma Netflix a partir de l'11 de setembre de 2024.